# 제1차 세계 대전 중 국내 전선
제1차 세계 대전 중 국내 전선(第一次世界大戰中國內戰線, 영어: home front during World War I)은 제1차 세계 대전에 관여된 나라들의 국내 사정, 경제와 사회를 다룬다.
전투원 약 1000만명과 시민 700만 명이 죽었고 영양 부족으로 허약해진 많은 이들은 전쟁이 끝나가던 1918년에 세계를 강타한 스페인 독감에 걸렸다. 연합국은 1470억 달러를 동맹국은 610억 달러를 썼다. 대영 제국은 470억 달러, 미국은 270억 달러, 독일 제국은 450억 달러를 썼다.
총력전은 전쟁 목적을 위해 한 나라의 모든 자원을 총동원할 것을 요구했다. 미국과 영국을 제외한 모든 강대국들은 대규모 훈련된 예비군이 있었고 인력은 전선에 투입되었다. 후방에서 노동력은 사치품과 같은 덜 필수적인 물품을 제외하고 전쟁 물자를 생산했다. 특히 대규모 군수 산업은 포탄, 총, 전함, 군복, 전투기를 위시한 구형 신형 무기들을 생산했다. 농업도 국민들과 군인들을 위해 총동원되어야했고 농부들은 여자, 노년층, 저연령층으로 대체됐다. 말도 물자를 전달했다. 특히 영국과 독일이 적국으로 가는 상선을 방해할 때 보급도 잘 안되었다.
독일은 동맹국의 주요 자금원이었다. 돈이 고갈되어서 미국으로부터 대출을 받아야했던 1916년까지 영국은 연합국의 주요 자금원이었다가 미국이 1917년 전후 상환될 자금을 대출하며 주요 자금원이 됐다. 특히 국민들의 자신감, 자국 정권, 경제력이 장기적으로 유지될 수 있는 방식으로 총동원을 수행하는 것이 필수적이었다.
제1차 세계 대전은 참전국들에서 여성 참정권에 많은 영향을 끼쳤다. 여성들은 국내 전선에서 군수물품(화약, 포탄 등)을 생산하거나 의용군지원부 또는 응급처치 간호의용군에서 간호사로 근무하는 등 중요한 역할을 수행했다. 이에 대한 공로로 미국, 영국, 퀘벡주를 제외한 캐나다, 독일, 오스트리아, 러시아, 덴마크, 네덜란드, 스웨덴, 아일랜드를 포함한 많은 나라에서 여성 참정권이 주어졌다. 프랑스도 여성 참정권이 주어질 뻔했었다.

## 영국
1914년 영국은 세계에서 가장 크고 효과적인 재정체계를 갖추고 있었으나 전쟁에 악영향을 받았다. 1915년 자유당의 로이드 조지가 신설된 군수품부 장관이 되어 주 무기인 포탄 생산을 급격히 증대했다. 1916년 그는 전쟁부 장관과 총리가 되어 스스로 많은 의사결정들을 하며 강력한 권한을 쥐었다. 로이드 조지는 에너지를 쏟아 붓고 기관들을 이끌었으며 또한 숙련공이 부족해지자 그는 군수산업체들을 비숙련공들로 재설계해서 군수 산업이 급격히 성장했다.
독일이 도시 폭격을 위해 체펠린을 동원하여 위협하였지만, 언론의 정치적 선전 때문에 사기는 비교적 높았다.
영국 사회의 급격한 변화가 많은 구습을 없애고 더 평등한 사회를 가져왔다. 또한 노동자들 사이의 새로운 구직 기회와 자의식들이 부분적 여성 참정권 도래, 사회 개혁 가속화, 영국 경제의 국가적 관리를 이끌었다. 청년들 사이에 전반적으로 귀족과 권위에 대한 존경이 감소했다. 계급 장벽이 줄었고 국가적 단일성이 증가했으며 영국 사회가 더 평등해졌다.
영국의 혼란을 기회로 여겼던 아일랜드 남부 가톨릭은 1916년 부활절 봉기 실패 후 완전한 즉시 독립을 요구했다. 북아일랜드는 영국 잔류를 결정했다.

### 스코틀랜드
물고기를 위시로 한 식량, 노동력, 선박, 기계, 자금을 공급하고 많은 이들이 직접 참전한 스코틀랜드는 전쟁에서 큰 역할을 했다. 1911년 스코틀랜드 인구 480만 명 중 남자 69만 명이 참전했는데 이들 중 74,000명이 죽고 15만 명이 중상을 입었다. 영국군은 가난한 실직자로 가득 찬 스코틀랜드 도시들에서 많은 이들을 징집했고 특히 여자들이 황마 산업을 주로 차지하던 던디는 인구 대비 참전 비율이 높았다. 경제적 걱정은 남자들이 입대를 망설이게 했으나 정부가 봉급 인상을 결정한 후 입대율이 높아졌다. 1916년 1월 징집제 후 모든 영역이 영향을 받았다. 스코틀랜드 부대들은 많이 참전했고 많이 희생했다. 스코틀랜드인이 영국 인구 10%밖에 안 됐음에도 영국군 15%를 차지했고 영국군 사망자 20%를 차지했다. 인구가 적은 곳은 더 악영향을 받았다. 글래스고에서 급격한 동요는 전후에 이어진 산업적 정치적 불안을 이끌었다.
글래스고에서 군수품과 전함을 위한 높은 요구는 노조의 힘을 강하게 했다. 군수품 사업 노조원들에 의해 급격한 움직임이 떠올랐다. 전전(戰前)에 자유당이 강했지만 아일랜드계 가톨릭 노동계층 선거구는 1922년 노동당으로 바뀌었다. 여자들은 특별히 주택 문제에 대해 활발히 연대했다.

### 정치
1916년 12월 로이드 조지가 총리가 됐고 즉시 군사 및 국내 정책에 대한 강력한 통제를 틀어쥐었다.
계속 잘 되어가던 중 1918년 봄 군사, 정치적 위기가 왔다. 동부 전선 병력들을 이동하고 새 전술로 재훈련하는 독일은 연합국보다 병력이 많아졌고 미군이 대규모로 오기 전 전장에서 대규모 승리를 거둘 희망과 함께 3월 21일 독일은 전면적 루덴도르프 공세를 시작했다. 연합국은 혼란 속에 40마일을 후퇴했고 영국은 기동전을 위해 병력이 더 필요하다고 생각했다. 로이드 조지는 우드로 윌슨에게 즉각적 도움을 부탁했고 프랑스의 장군 페르디낭 포슈를 지명해서 서부 전선 총사령관으로해서 독일 공세 처리를 조정할 수 있도록 하는 데에 동의했다.
안 좋다는 강력한 경고에도 불구하고 예외는 없어야 한다는 자유당의 압력을 받아 전시 내각은 아일랜드 징집제를 결정했다. 입안된 후 실제로 실행되지는 않았으나 가톨릭 주교들은 처음에 신경이 날카로워졌다가 공개적 징집거부를 부르짖었다. 많은 아일랜드 가톨릭 신자들과 민족주의자들은 신페인 움직임을 벌였는데 이는 아일랜드인들의 영국 이탈 의지를 나타내는 결정적 순간이 됐다.
1918년 5월 7일 선임 육군 장군인 소장 프레드릭 모리스는 로이드 조지가 의회에서 군사문제에 대해 거짓말을 했다고 밝힘으로써 스캔들이 벌어졌고 로이드 조지는 같은 자유당 소속 전직 총리 허버트 헨리 애스퀴스와 사이가 틀어지며 당내 내분이 일어나기도 했다. 로이드 조지는 강력하게 혐의를 부인했고 정치적 입지가 강화된 반면 애스퀴스의 정치적 입지는 약화됐다.

### 여성
로이드 조지는 "이 나라의 여성이 전쟁에 쏟아부은 기술, 열정, 열의, 근면함이 없었다면 성공적 전쟁을 계속했었던 것은 완전 불가능했을 것이다"라는 연설을 통해 여성들이 전쟁에서 갖는 의미를 부여했다.
영국에서 전개된 공격적인 여성 참정권 운동은 전시 상황을 기해 중단되었다. 그렇지만 여성이 수행한 애국적 역할 때문에 영국은 1918년부터 여성에게 참정권이 부여했다. 또한 영국에서는 전쟁이 없어도 여성 참정권은 주어졌었을 것이라는 주장도 있다.

## 대영 제국
대영 제국은 식량, 원자재, 해군 기지의 국제적 조직, 군인들을 동원했다.

### 캐나다

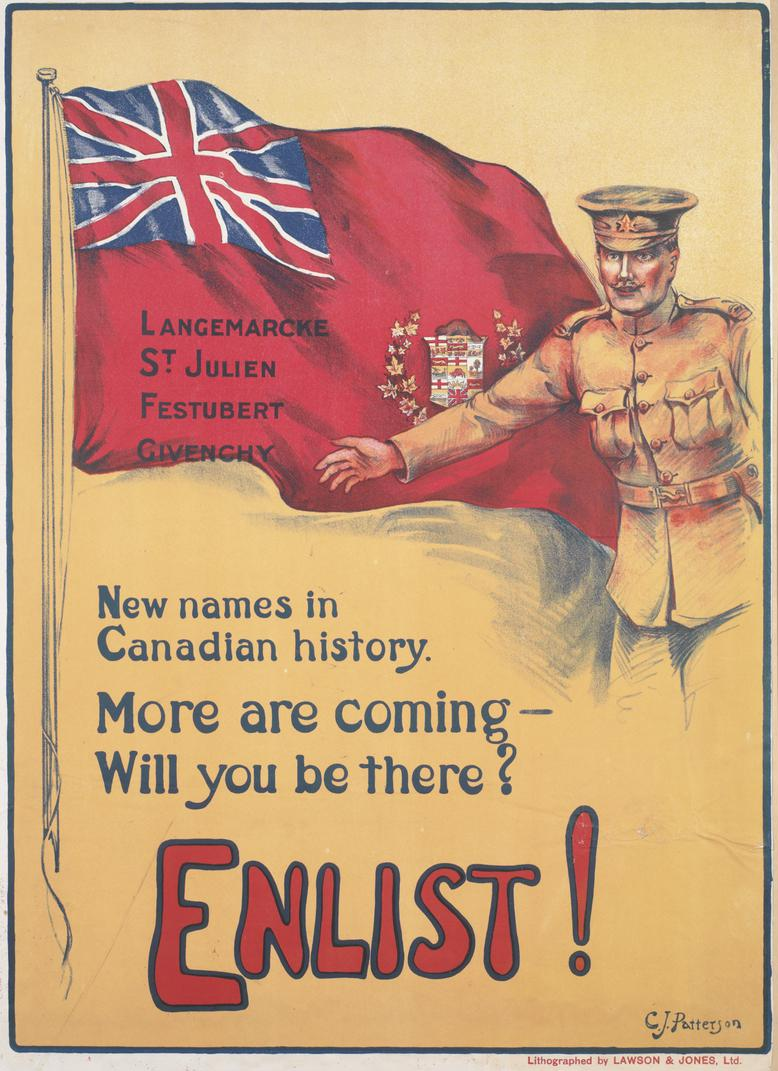
프랑스 전장의 이름이 포함된 캐나다 채용 포스터(영어 텍스트)

캐나다 군인 62만 명은 서부 전선 참호전에서 가장 유명했다. 67,000명이 죽었고 173,000명이 다쳤으며 1917년 12월 핼리팩스 대폭발로 2천 명이 죽고 9천 명이 다쳤다.
처음엔 지원병으로 충분했으나 높은 사상자 숫자로 인해 곧 징집제가 요구됐는데 프랑스계 캐나다인은 이를 거세게 반발했다. 1917년 징집제 위기로 자유당이 몰락해서 보수당 총리 로버트 보든에게 이롭게 됐다.
독일계 캐나다인과 오스트리아-헝가리의 우크라이나에서 온 근래의 이민자들에 대한 애국심을 의심한 정부는 외국인 체류자 수 천 명을 억류했다.
전쟁은 영국 연방 하에 영국과의 거의 동등한 파트너십 속에 캐나다의 새로운 세계적 역할을 가능케 했다. 캐나다가 유럽 전선에서 진정한 국가가 됐다고 밝힌 로버트 보든은 파리 강화회담에서 개별적 의석을 요구했고 받아들여졌다. 캐나다의 참전은 영어를 공통적으로 쓰는 영국과 캐나다의 관계를 강화했다. 프랑스계 캐나다인은 처음에 전쟁을 지지했으나 국내 언어 갈등 때문에 1915년 입장을 철회했다. 3,600명이 전사한 비미 리지 전투를 중심으로 추모사업이 이뤄진다.

### 오스트레일리아

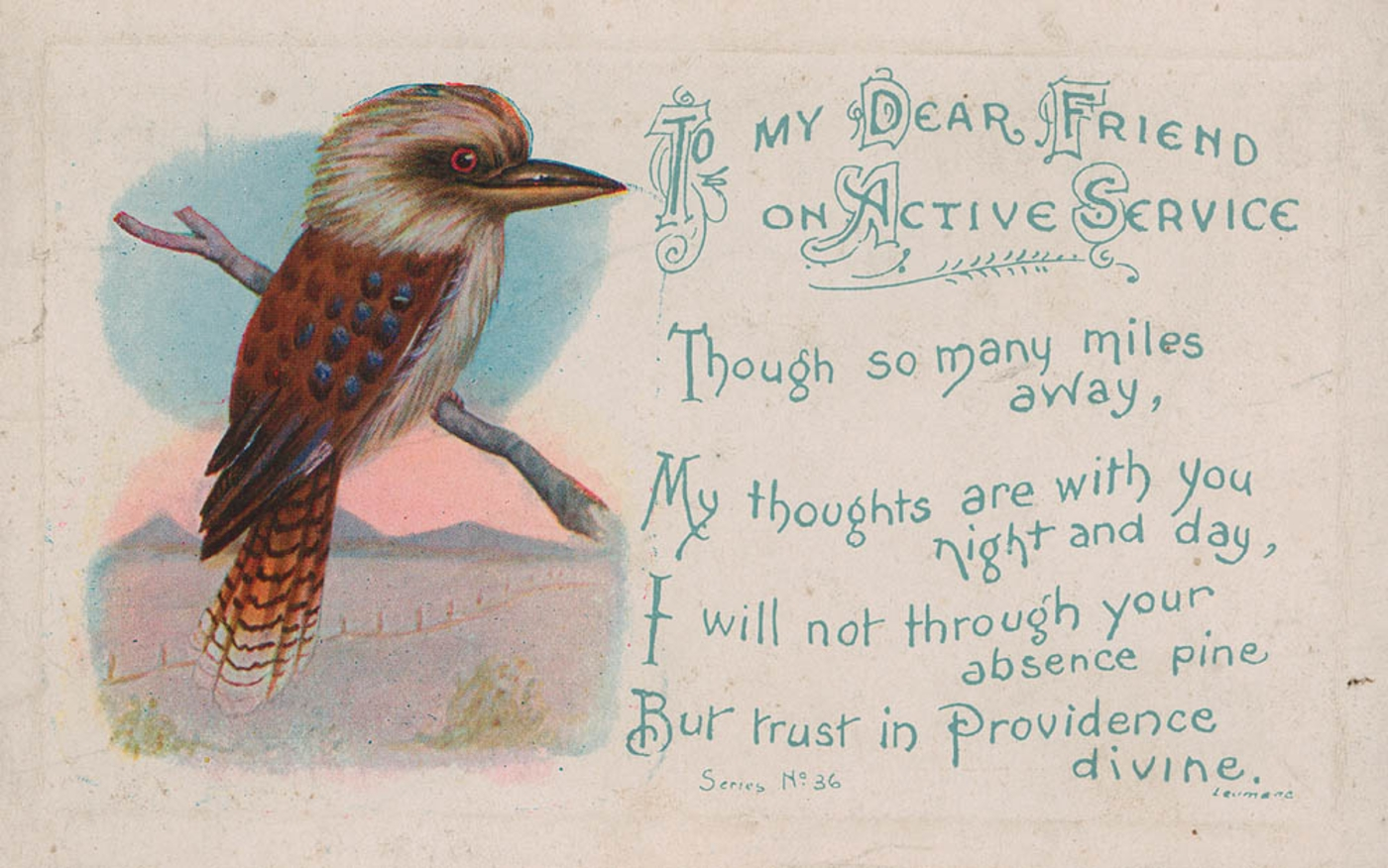
오스트레일리아의 활동적인 서비스 엽서

1915년 10월 총리 빌 휴스는 징집제 문제와 관련한 치열한 토론을 다루며 경제에 있어서 정부의 역할을 확대했다.
500만 인구 중 남자 417,000명이 입대했고 그 중 330,000명이 해외로 파병됐다. 징집제가 이뤄지지 않았기에 모두 지원병이었다. 58,000명 정도가 죽었고 156,000명이 다쳤다.
러시아로의 통로를 확보하고 오스만 제국을 약화하기 위해 콘스탄티노폴리스 근처에 있는 갈리폴리반도를 장악하고자 1915년 앤잭 4만 명을 파병했지만 군사적으로 완전히 실패해서 8,100명이 죽었지만 후일 오스트레일리아만의 독자적 정체성을 갖게 했다.

#### 경제

1918년 오스트레일리아 정부의 7차 전쟁 국채를 산 사람에게 주어진 오스트레일리아 명예 깃발

1914년 양털과 양고기 수출 위주였던 오스트레일리아의 경제는 소규모였지만 풍족했다. 영국은 영국 연방 내 무역이 지속할 수 있도록 수송에 대한 대규모 전쟁 위험 보장을 동의하겠다고 확신시켜줬고 수출이 방해받지 않도록 통제를 가했다. 영국은 수송 부족에도 불구하고 오스트레일리아산 제품 구매를 통해 가격 보호를 했다.
전비가 꽤 상당해서 오스트레일리아가 외국에서 대출을 많이 받았지만 전체적으로 오스트레일리아의 통상은 전쟁 때문에 확대됐다. 오스트레일리아의 수출은 45% 정도 늘었고 제조업 고용자가 11% 늘었다. 철, 광산과 제철이 크게 성장했다. 소비자 물가 상승에 따라 인플레이션이 일어났고 수출 비용은 인플레이션 부담을 방지하고자 의도적으로 시장 가치보다 낮게 책정됐다. 결과적으로 생활비는 늘었다.
전전(戰前)부터 강력했던 노조들은 인플레이션에 비해 부족했던 임금과 정부의 징집제 시도에 파업을 많이 했다.
1914년에서 1920년 사이 GDP가 9.5% 줄어드는 등 전반적으로 전쟁은 오스트레일리아의 경제에 중대한 악영향을 끼쳤다. 오스트레일리아는 전쟁 중에도 인구는 증가했지만 전전(戰前)의 절반 수준에 그쳤다. 1인당 소득은 16% 정도 줄었다.

### 뉴질랜드
남자 124,211명이 자원했고 100,444명을 전선에 보냈으며 18,000명 이상이 전사하는 등 뉴질랜드는 대영 제국을 도왔다. 징집제가 1916년 중반에 시행되어 전쟁 후반엔 뉴질랜드군 1/4이 징집병이었다. 뉴질랜드와 이웃한 오스트레일리아처럼 갈리폴리 전투 참전은 뉴질랜드에 중요한 의미를 갖게 됐다.
노동계는 전쟁에 협조한 이들과 그렇지 않은 이들로 갈라섰다. 뉴질랜드 노동당 의원들은 전쟁 동안 정부 정책에 비판적이었다. 정부와 밀접한 마오리족은 청년들을 자원병으로 보냈다. 전쟁과 관련된 분야에의 여성들의 협조는 다른 산업화 국가들에 비하면 비교적 적었지만 간호사 640명이 복무했고 그 중 500명이 해외파병됐다.
뉴질랜드는 제1차 세계 대전 초기 독일로부터 서사모아를 함락시켰고 1962년 독립할 때까지 관리했지만 많은 사모아인들은 뉴질랜드 통치를 싫어했고 인플레이션과 1918년 재앙적 전염병을 뉴질랜드 탓으로 돌렸다.

### 남아프리카 연방
남아프리카 연방은 독일령 동아프리카와 서부 전선에서 교전했다. 남아프리카 연방의 여론은 민족과 인종에 따라 달랐다. 영국인들은 전쟁을 도왔고 백인 군인 146,000명의 대부분을 차지했다. 이들은 참전을 재밌는 모험으로 여겼고 영웅 심리 속에 남자다워지고 싶어 하는 열망을 느꼈다. 마하트마 간디가 이끄는 인도계 사람들도 전쟁을 도왔다. 아프리카너들은 전쟁을 지원한 이들과 지원하지 않은 친독 경향의 이들로 나뉘었다. 흑인과 유색인들은 사회적 지위 향상을 기대하며 전쟁을 지원했지만 전후에도 상황은 같았다.

### 인도
식민지 인도 제국 정부는 전쟁을 열성적으로 도왔고 영국령 인도 제국군 숫자를 140만 명으로 5배 늘렸다. 550,000명을 해외파병했고 이 중 20만 명은 서부 전선 노동자로 나머지는 중동 전역으로 보냈다. 수백 명 만이 장교가 될 수 있었지만 사상자 10만 명을 낳았다. 중동 전역에 보내진 이들은 메소포타미아 전역에서 인명 손실이 많았다.
독일과 오스만 제국이 인도의 자유 투사들의 도움으로 반영 운동을 조장하려고 했지만 성공적이지 못했다. 인도에 있던 소규모 산업 기지는 중동 전역으로 물자 공급을 위해 급격히 성장했다. 인도 민족주의는 전쟁 중 처음으로 잘 조직됐지만 전후 자치권을 거의 못 받았다.
1918년 인도는 전염병과 심각한 식량 부족을 겪었다.

## 벨기에
벨기에 영토 대부분이 독일에 점령됐지만 정부와 군대는 피난해서 서부 전선의 서부 좁은 곳에서 싸웠다. 독일은 철도 파괴같은 저항을 불법적이고 비도덕적으로 간주해서 혐의자들을 총살했고 관련 건물을 불태웠다. 독일군은 1914년 8월에서 11월에 프랑스인과 벨기에인 6,500명 이상을 무작위로 그리고 대규모로 총살했다. 독일군은 루뱅 가톨릭 대학교 도서관을 포함한 건물 15,000-2만 채를 파괴했고 난민 백 만 명 이상이 발생했다. 주벨기에 독일군 반 이상이 주요 사건에 관련했다. 노동자 수 천 명이 공장 노동을 위해 독일로 수송됐다. 벨기에의 강간에 대한 영국 선전이 미국에서 주목을 끌었으나 독일은 1870년 프랑스의 경우처럼 게릴라들의 위협 때문에 합법적이고 필수적이었다고 했다. 영국과 프랑스는 이를 국내외로 과장했다.
독일은 벨기에를 황폐화했다. 공장을 파괴하고 기계를 독일로 실어 날랐다. 초기 수 주 간에 이뤄진 잔혹 행위 후 독일 공무원들이 통치했는데 여전히 엄격하고 가혹했지만 비교적 나아졌다. 폭력저항은 없었으나 대규모 동시적 파업이 있었다. 교수들은 대학교를 휴교시켰고 인쇄업자들은 대부분 신문들을 폐간했다.
미국 기술자 허버트 후버가 이끄는 구호단이 벨기에에 세워져서 많은 식량과 의료 물자를 수송했다.

## 프랑스
보불전쟁 패배 복수를 위해 많은 프랑스 지식인들은 전쟁을 환영했고 오직 스위스로 가버린 작가 로맹 롤랑만이 평화주의 및 국제주의 가치를 유지했다. 사회주의 지도자 장 조레스가 전쟁 초기 살해된 후 프랑스 사회주의 움직임은 반전입장을 포기하고 국가적 전쟁 노력에 합세했다. 총리 르네 비비아니는 ‘신성한 단결’(Union sacrée)을 외쳤고 이에 반대하는 이들은 거의 없었다.
그러나 1917년 전쟁 피로감은 주된 요소였다. 군인들은 미군 도착 때까지 기다리는 게 최선이라면서 공격하길 꺼려했다. 독일 기관총에 맞서 공격하는 것이 쓸데없다고 주장했을 뿐 아니라 전선에서의 열악한 환경, 부족한 휴가, 식량 열악, 배우자와 자녀에 대한 걱정을 내비치기도 했다.
북동부 주요 산업 지역이 함락됨에 따라 경제가 악화됐다. 1913년 기준 프랑스 산업 노동자들의 14%를 차지한 이곳은 철강 58%를 생산하고 석탄 40%를 캤다. 1917년 미국의 식량, 자금, 원자재 때문에 상황이 나아졌다. 1918년 도착한 백만 명 이상의 미군은 식량과 건설 자재를 많이 소비하게 했다. 노동력 부족은 자원봉사자들과 식민지 노동력 사용으로 상쇄됐다.
전쟁 피해는 1913년 GDP의 113% 정도였는데 주로 생산적 자본과 주거지 파괴 때문이었다. 국가 부채는 1913년 GDP의 66%에서 1919년 170%로 올랐는데 비용 유지를 위해 채권을 많이 발행했기 때문이다. 인플레이션이 혹독했는데 프랑은 영국 파운드에 비해 가치를 반 이상 잃었다.
제1차 세계 대전은 언론의 황금기를 끝냈다. 청년 직원들은 징집됐고 여성은 남성 직원을 대체하는 방법으로 여겨지지 않았다. 철도 수송은 통제됐고 종이와 잉크는 부족했다. 인플레이션은 늘 공급부족에 시달린 인쇄비를 인상했다. 파리 밖에 있는 일간지 242곳이 문을 닫았다. 정부는 신문을 면밀히 관찰하기 위한 정부 언론 위원회를 세웠고 검열이 이뤄졌다. 보통 4면으로 인쇄하던 일간지는 2면으로 줄었다.
이탈리아가 수세였고 러시아가 항복해서 패배주의가 가득한 1917년 11월 조르주 클레망소는 총리가 됐다. 시민들은 배급 감소와 독일 공군 공격 증가로 분노한 와중에 클레망소는 사기진작이 주목표임을 깨달았다. 그는 평화협정을 옹호한 전직 총리 조제프 카요를 체포했으며 ‘끝까지 하는 전쟁’(la guerre jusqu'au bout)을 내세우고 싸워 이기자며 초당적 지지를 받았다.

## 러시아 제국
러시아 제국은 1914년 혼란스러웠고 전쟁 준비가 안 됐었다. 공업화는 미미했고 재정은 빈곤했으며 식량 자급자족도 잘 안 됐었다. 누적된 군사적 실패와 무능한 관료들은 거대한 반정부 세력을 낳았다. 동맹국의 발트해 및 흑해 통제는 러시아의 무역을 방해했다. 식량과 연료 공급은 부족했고 전쟁 사상자는 늘었으며 인플레이션은 심해졌다. 저임금 노동자들 사이에 파업이 이어졌고 토지개혁을 원한 농부들은 동요한 반면 라스푸틴이 황제와 황비를 맘대로 휘두를 때 고위 관료에 대한 불신은 깊어졌다. 주요 파업은 1917년 초에 일어났고 군대는 2월 혁명 때 파업자들 편에 섰으며 차르는 퇴위했다. 자유주의적 개혁가 알렉산드르 케렌스키가 7월 권좌에 앉게 됐지만 10월 혁명에서 블라디미르 레닌과 볼셰비키가 정권을 차지했다. 1918년 초 브레스트리토프스크 조약을 맺어 동유럽에서 독일이 우세하게 했고 러시아는 수년 간 러시아 내전에 시달렸다.

## 이탈리아
이탈리아는 삼국 동맹에 충실하지 않고 중립을 지켰다. 국내 여론은 평화를 주장하는 가톨릭계와 사회주의계 및 오스트리아-헝가리 영토인 미회수된 이탈리아 회복을 주장하는 민족주의계로 양분됐다.
민족주의자들의 의견대로 1915년 4월 이탈리아 정부는 영국, 프랑스와 함께 런던 조약을 맺고 이탈리아가 오스트리아-헝가리에 선전포고하면 영토가 늘어난다는 약속을 받았다. 이탈리아 병력 875,000명은 잘 통솔되지 못했고 중화기와 기관총이 부족했다. 산업 기지는 현대화된 장비를 충분히 지급하지 못했고 비효율적 농업은 엄청난 식량 수요량을 생산하지 못했다. 전쟁은 오스트리아-헝가리가 고지대를 점유한 이손초 강을 따라가는 아주 좁은 지역에서 무승부 전투들에 막혔다. 1916년 이탈리아는 오스트리아-헝가리에 막대한 지원을 하는 독일에 선전포고했다. 이탈리아군 약 65만 명이 죽고 95만 명이 다쳤다.
전전(戰前) 정부는 노동 문제를 무시해왔지만 이제 물자생산 총동원을 위해 개입해야했다. 특히 피에몬테와 롬바르디아에서 전쟁 지원에 비협조적인 노동자 계급 사회주의 정당과 더불어 파업이 흔히 이뤄졌다. 정부는 임금을 인상하고 단체교섭을 주관했다. 수많은 대규모 기업들이 급격히 확장했다.
인플레이션은 생활비를 두 배로 올렸다. 공장 노동자들 임금은 올랐지만 농장 노동자들 임금은 아니었다. 많은 남자들이 군복무에 징집된 와중에 공장 일자리는 구할 수 없었고 임금 상승은 충분하지 않고 인플레이션도 안 좋아서 시골에서는 불만이 높았다.
생제르맹 조약으로 이탈리아는 티롤 남부, 트리에스테, 이스트리아, 자다르를 얻었지만 런던 조약으로 약속된 다른 영토들은 할양받지 못해 불구의 승리로 불렸다. 1922년 이탈리아는 전쟁 중 오스만 제국으로부터 장악한 도데카니사 제도를 공식적으로 합병했다.

## 미국

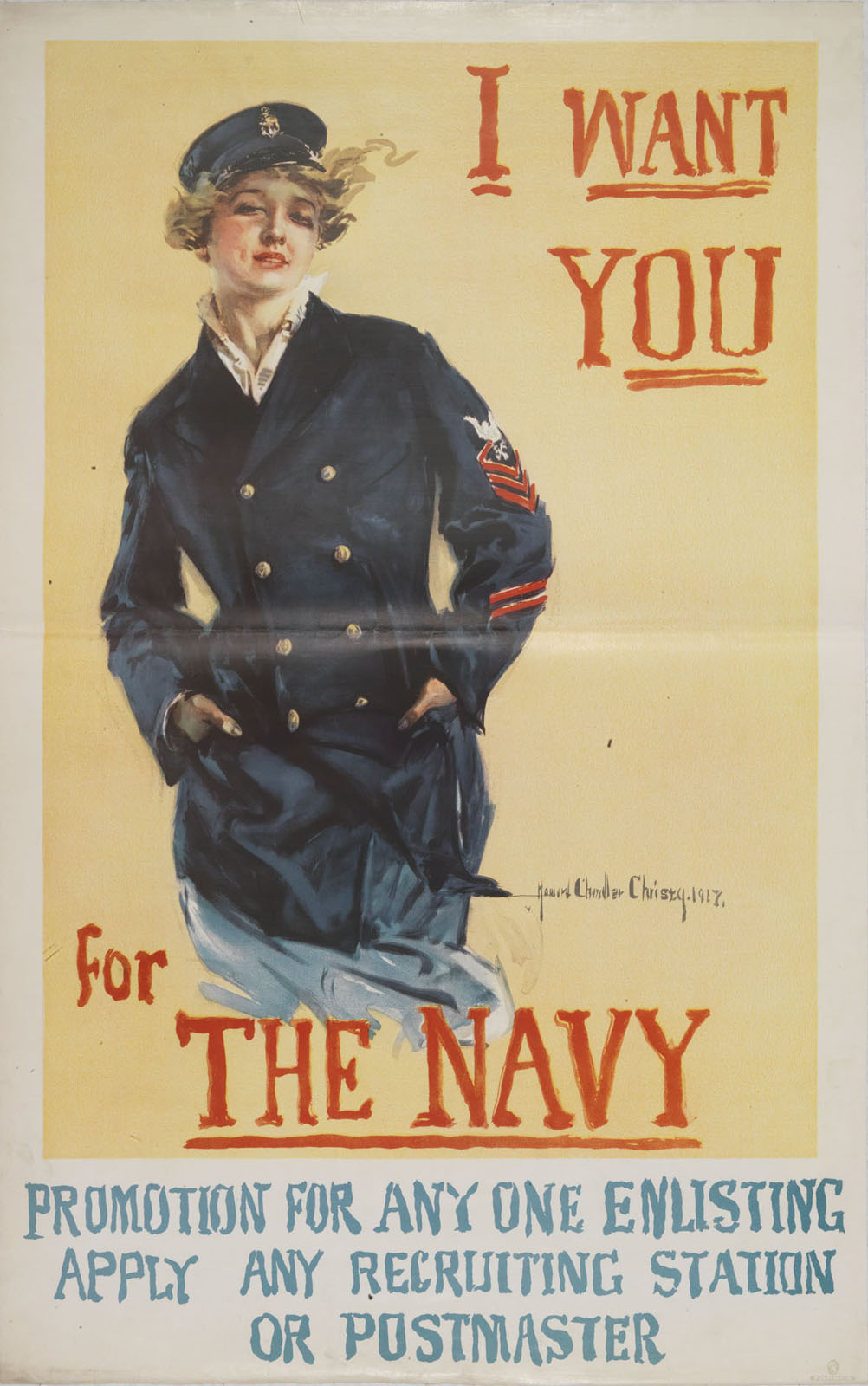
하워드 챈들러 크리스티의 네이비 포스터

우드로 윌슨 대통령은 중립을 선언하지만 독일에 미국 선박에의 무제한 잠수함 작전 재개는 전쟁을 뜻한다고 경고하며 대외 정책을 완전히 통제했다. 윌슨의 중재노력은 실패했고 기업가 헨리 포드의 후원을 받는 평화노력은 무위로 돌아갔다. 독일은 위험을 감수하고 영국을 방해해서 이기려고 했다. 미국은 1917년 4월 선전포고했다. 미국은 강대국들 중 최대의 산업, 재정, 농업을 갖고 있었으나 전쟁 전용으로 바꾸는데 1년 이상 걸렸다. 미국의 자금, 식량, 탄약은 1917년 봄부터 유럽으로 흘러들어갔지만 병력 투입은 늦었다. 1917년 미 육군은 규모가 작았고 장비도 빈약했다.
징집제는 1917년 봄에 시작했지만 자원병도 받았고 남자 400만 명과 여자 수천 명이 복무했다. 1918년 여름까지 존 조지프 퍼싱 장군의 미군은 프랑스에 하루에 1만 명 씩 도착했고 독일은 손실회복을 할 수 없었으며 이는 1918년 11월 연합국 승리로 이어진다.
정부 선전은 애국심과 전쟁 채권 구매로 분위기를 형성했다.
미국은 공식적으로 연합국에 가담하지 않았지만 우드로 윌슨은 1917년에서 1918년 연합국의 전쟁 목적 정의에 있어 핵심 역할을 수행했다. 그는 독일 황제가 퇴임하고 14개조 평화 원칙을 수용해야 한다고 주장했다. 윌슨은 파리 평화 회의를 주도했지만 연합국은 베르사유 조약을 통해 독일을 가혹하게 다뤘다.

## 독일
농부들과 식품 공장 노동자들의 징집, 수용 능력을 뛰어넘은 철도 체계, 석탄 부족, 영국의 해상 봉쇄 등으로 독일의 국내 전선 상황은 악화됐다. 1916년 ~ 1917년 겨울은 순무의 겨울로 알려져 있는데 기존에 가축 사료로 보통 쓰인 순무를 사람들이 구하기 아주 힘들어진 감자와 고기의 대체재로서 먹었기 때문이다. 무료 급식소 수천 여 곳이 운영됐고 군대도 군인 배급을 줄여야 했다. 평시와 비교해 주로 영양부족 때문에 민간인 474,000명이 더 죽었다. 민간인가 군인의 사기도 줄었지만 ‘빈곤공유’ 슬로건 사용을 통해 독일은 어찌어찌 효율적 배급제를 운영했다.
전후 독일 제국이 무너졌다.

## 오스만 제국
오스만 제국의 별명은 "유럽의 환자"였으며 대다수 유럽 영토와 북아프리카에의 영향을 잃었으나 여전히 국민 2,300만 명을 통제했고 이 중 1,700만 명은 현재의 터키, 300만 명은 시리아, 레바논, 팔레스타인, 205만 명은 이라크 인구였다. 다른 550만 명은 아라비아 반도에서 명목적인 오스만 제국의 통치 하에 있었다.
전전(戰前)에 청년 튀르크당 등에 의해 튀르크족 내셔널리즘이 고양됐다. 전쟁 발발 시 술탄은 이집트, 인도 그리고 다른 식민지 무슬림에게 기독교 통치자에 대해 지하드를 할 것을 독려했으나 이에 호응하는 이는 거의 없었다. 그 대신 많은 아랍인들이 오스만 제국에 저항하고 영국과 협조했다.
아르메니아인이 러시아의 도구가 될 것이라는 아주 과장된 공포와 관련해 아르메니아 학살이 벌어졌다. 청년 튀르크당은 전후 정권을 잃고 망명했다.

## 발칸 반도

### 세르비아
460만 명의 적은 인구에도 불구하고 세르비아는 가장 효과적으로 전시 동원을 했고 아주 전문적인 장교단이 있었다. 남자 35만 명을 징병했고 이 중 185,000명이 전투 부대에 있었다. 그러나 발칸반도 전선에서의 사상자와 비용 증가는 세르비아를 황폐화했고 프랑스에 보급을 의존하게 됐다. 오스트리아는 1914년에 두 번 침입했으나 양군이 큰 손실을 입고 후퇴했다. 포로가 된 오스트리아-헝가리 군인들은 슬라브족이었고 세르비아에 가담했다. 1915년은 군사행동이 없어서 평화적이었으나 식량 공급은 아주 낮았고 티푸스를 중심으로 치명적 전염병이 강타했다. 전염병 사망자는 민간인 10만 명, 군인 35,000명, 포로 3만 명이었다.
그러나 1915년 말 독일, 오스트리아-헝가리, 불가리아가 세르비아를 침략했다. 세르비아는 급속히 서쪽으로 퇴각했으나 7만 명만 성공하고 세르비아는 함락됐다. 질병이 만연했지만 오스트리아-헝가리는 식량 공급을 비교적 잘 해서 상황은 그리 심각하지 않았다. 오스트리아-헝가리는 그 대신 세르비아를 탈정치화해서 폭력을 최소화하고 제국에 편입하려고 했으나 세르비아 민족주의는 저항적 태도를 취했고 많은 청년이 망명 세르비아군 재건을 도왔다.
프랑스는 귀한 동맹이었고 프랑스와 세르비아는 1918년 그리스 북부에서부터 세르비아, 몬테네그로, 보이보디나를 수복했다.
전쟁은 아주 심각한 사망자 숫자를 낳고 끝났는데 세르비아 군인 707,000명 중 615,000명이 죽었고 민간인 60만 명도 죽었다. 몬테네그로 사망자 숫자도 높다. 세르비아는 1918년 세르비아인 크로아티아인 슬로베니아인 왕국 건국으로 정치적 목적을 이뤘지만 다양한 민족, 언어, 종교를 포함하는 단일 민족 국가의 예시로서의 새로운 유고슬라비아를 건국하는 것이 어렵다는 것이 나타났다. 가령 몬테네그로가 포함됐지만 고유 전통 상실을 두려워하여 세르비아군이 무력 진압한 폭동이 일어나기도 했다.

### 불가리아
450만 인구의 빈곤 농업국 불가리아는 마케도니아를 얻으려고 노력했지만 1913년 제2차 발칸 전쟁에서 패했다. 제1차 세계 대전 초기 불가리아는 중립을 유지했지만 지도자들은 여전히 연합국 소속 세르비아 영토인 마케도니아를 원했고 동맹국 가담이 좋다고 생각했다. 불가리아는 독일로부터 지원받은 장비를 통해 80만 대군을 동원했다.
1915년 독일, 오스트리아-헝가리와 함께한 세르비아 침공에서 빨리 이겼지만 그해 말 불가리아는 영국 및 프랑스, 1916년에는 루마니아, 1917년에는 그리스하고도 싸워야했다. 불가리아는 장기전에 잘 준비되지 않았다. 대규모 병력 부재로 농작물 수확은 악화됐고 좋은 식량 대부분은 암시장에 팔렸다. 1918년 군인들은 군화같은 기본 물품 부족에 시달렸고 고기가 조금 들어간 옥수수빵을 먹었다. 이 와중에 오스만 제국과의 관계도 악화됐다.
1918년 9월 연합국 공세로 불가리아 군사력과 사기가 약화됐다. 군인들과 농부들은 평화를 요구하며 폭동을 일으켰다. 9월 말까지 불가리아는 정복지와 무기를 포기하는 정전 협정을 맺었다. 불가리아 차르는 퇴위하고 전쟁이 끝났다. 1919년 뇌이 조약으로 불가리아 영토 일부가 외국에 할양됐고 병력은 2만 명으로 제한됐으며 보상금 1억 파운드를 요구받았다.

### 그리스
그리스는 발칸 전쟁으로 지쳐서 중립을 유지하려했지만 발칸반도로의 관문이라는 전략적 위치 때문에 불가능해졌다. 독일 계통의 콘스탄티노스 1세는 국론 분열로 인해 연합국편에 선 자유당 총리 엘레프테리오스 베니젤로스와 다퉜다. 베니젤로스와 연합국은 살로니카에 1916년 10월부터 1917년 6월까지 단명한 정권을 세웠다. 연합국의 압박에 의해 1917년 6월 콘스탄티노스 1세가 퇴진한 후 베니젤로스가 정권을 장악해 연합국과 보조를 맞춰 선전포고했다. 그리스는 프랑스, 세르비아를 중심으로 많은 연합국 부대들의 출동대기 기지가 됐다. 전쟁이 끝날 때까지 그리스군 규모는 30만 명이었고 사상자는 5천 명이었다. 이후 국론 분열은 이어졌고 그리스 정계를 양극화시켰다.

## 아시아

### 중국
군벌 돤치루이는 중국에서 가장 강력한 지도자였다. 그는 의회를 해산하고 1917년 8월 13일 독일과 오스트리아-헝가리에 선전포고했다. 적국 국민은 억류됐고 자산은 몰수됐다. 175,000명 정도의 중국 노동자들이 프랑스, 아프리카 및 보급 선박에서 연합국을 위해 비교적 임금이 높은 일에 자원했다. 유보트에 희생된 5백 명 이상을 포함해 만 명 정도가 죽었다. 병력 파견은 없었다.

### 일본
일본군은 아시아 태평양 지역 독일 영토를 장악했지만 대규모 경제 총동원은 없었다. 외교장관 가토 다카아키와 총리 오쿠마 시게노부는 이 기회를 중국에 대한 일본의 영향력 확대 기회로 쓰고 싶었다. 거의 독자적인 일본 해군은 태평양 확대를 결정하고 적도 이북에 있는 독일의 미크로네시아 영토를 차지해서 1921년까지 다스렸다. 군사 작전이라는 명분으로 해군은 예산 증대와 함대 확대를 요구했고 이로 인하여 중대한 국내외 영향을 얻었다.
인플레이션으로 쌀의 가격이 4배가 됐고 1918년 소규모 폭동이 일어났으며 정부는 수천 명을 체포하고 언론 검열을 했다. 일본 본토의 쌀 부족 해결을 위해 식민지였던 한반도에서 쌀을 억지로 빼앗아서 한반도의 곡가 상승을 부추겼는데 이는 3.1 운동의 원인들 중 하나가 되기도 했다.
25만 명 정도가 1918년 말 스페인 독감으로 죽었지만 보건 당국이 예방접종, 마스크 착용을 선전하여 사망률은 다른 주요국에 비해 낮았다.

## 같이 보기
- 제1차 세계 대전의 외교사
- 제1차 세계 대전의 사상자